# Abbasi
Abbasi, auch Abassi (ʿabbāsī) ist die Bezeichnung sowohl für eine alte Silbermünze als auch eine alte Goldmünze aus Persien. Sie wurde nach Abbas I. von Persien benannt.
Die silberne Münze wurde zuerst 1620 mit einem Gewicht von 7,7 Gramm geprägt, dann bis Mitte des 18. Jahrhunderts mit einem immer geringeren Gewicht. In Aserbaidschan und Georgien wurden ab 1762 Abbasi geprägt, zwischen 1804 und 1832 in Tiflis in Russland. In Afghanistan wurde die Münze unter Habibullah Khan und Amanullah Khan bis 1926 geprägt.
Ursprünglich entsprach der silberne Abbasi 4 Schahi = 10 Bisti = 40 Kazbeki = 200 Dinar. Die Goldmünze entsprach 2000 Dinar.